# ما أعظم ربنا في صهيون
ما أعظم ربنا في صهيون (بالروسية: Коль славен наш Господь в Сионе) هي ترنيمة، استخدمت على نطاق واسع باعتبارها النشيد الوطني غير الرسمي للإمبراطورية الروسية، وضع ألحانها ديميتري بارتنيانسكي في عام 1794، على كلمات ميخائيل خيراسكوف. وهي تقوم على الرموز المسيحية، حيث أنها وضعت على المزمور السابع والأربعين.

## التاريخ
بعد تعيين بافل بيتروفيتش إمبراطورًا لروسيا، كان متضايقًا من أغنية دوي رعد النصر، وذلك لأنها كانت تمجد والدته، كاترين، والتي كانت علاقته بها ليست بالجيدة، لذلك حلت محلها ترنمية ما أعظم ربنا في صهيون، والتي عزفت علنًا لأول مرة في قصر الشتاء في التاسع والعشرين من نوفمبر لعام 1798، وقد أحبها بافل، ولكنها لم تعتمد رسميًا كنشيد للإمبراطورية. وكانت أيضًا ذات مكانة لدى الماسونيين. وتعزف حاليًا عند مراسم دفن الجنود العسكرية.